# Darkside
Darkside, originalmente como DaftSide, es un dúo estadounidense de música electrónica experimental, compuesto multiinstrumentista Dave Harrington, y el músico electrónico Nicolas Jaar. Iniciaron el proyecto Darkside en 2011 cuando Jaar estaba de gira presentando un álbum en solitario. En 2018 retomaron el proyecto, que se encontraba suspendido desde 2014 sin aclarar el motivo.

## Historia

### Formación y primeros proyectos
Jaar y Harrington se conocieron cuando ambos eran estudiantes en la Universidad de Brown. Harrington fue recomendado a Jaar por su colaborador frecuente Will Epstein cuando estaba buscando un tercer músico para su live band, y los tres posteriormente viajaron juntos para apoyar el álbum de 2011 de Jaar, Space Is Only Noise. Darkside se formó durante una parada en Berlín en esta gira. Jaar y Harrington estaban escribiendo juntos en su habitación de hotel cuando el enchufe del convertidor se rompió, llenando su habitación de humo y obligándolos a terminar la canción en el pasillo en una computadora portátil. Al regresar a Nueva York, continuaron escribiendo juntos, desarrollando su sonido en su estudio de Brooklyn.
Su primer lanzamiento sería el EP Darkside, lanzado el 17 de noviembre de 2011 a través de Clown & Sunset. Fue bien recibido por la crítica, recibiendo críticas positivas de varias publicaciones, incluidas The Fader y Resident Advisor, así como un 8.0 de Pitchfork. Jaar ha descrito el proyecto como orientado al blues y más influenciado por la guitarra que su trabajo anterior, afirmando en una entrevista con la revista iD que Darkside es «lo más parecido al rock & roll que he hecho». Stereogum ha descrito el sonido del dúo como «fuzz del depósito de chatarra de jazzbo doblado».
El dúo debutó con su show en vivo en diciembre de 2011 ante un público agotado en el Music Hall of Williamsburg (Nueva York), extendiendo su EP de tres canciones a una hora de duración. También tocaron en el festival SXSW de 2012. Pitchfork le ha dado crédito al proyecto por permitirle a Jaar hacer la transición hacia un espacio «más progresivo y con un sonido más narcótico» sin dejar de mantener su estética única, en parte debido a la influencia de Harrington. The Fader también notó las contribuciones de Harrington, afirmando que «agrega peso» al sonido «aireado» característico de Jaar. Darkside lanzó su primer video musical en mayo de 2012 para «A1», que fue dirigido por Ryan Staake de Pomp & Clout y Clown & Sunset Aesthetics.
El dúo lanzó su segunda colaboración Random Access Memories Memories el 21 de junio de 2013. El proyecto, que se subió a una cuenta de SoundCloud con el seudónimo de DaftSide, es una mezcla del álbum de 2013 de Daft Punk, Random Access Memories, en su totalidad. El álbum de remezclas recibió críticas positivas de los críticos y fue descrito como «un juego oscuro, casi industrial a través de una discoteca abandonada inconexa» por Death and Taxes. Pitchfork declaró que el lanzamiento fue «un trabajo mucho mayor que los álbumes de remezclas estándar» y elogió al dúo por su capacidad para equilibrar la originalidad y la alegría: «A veces están buscando matices en el original, pequeños hilos que puedan tomar en algún otro lugar. En otros lugares simplemente se divierten, actúan por instinto, nunca se dejan impresionar por el material». Sasha Frere-Jones incluyó el proyecto como uno de los «Mejores Álbumes de 2013»  en su reseña anual en el New Yorker.

### Psychic
El álbum debut de Darkside, Psychic, fue lanzado el 4 de octubre de 2013. El álbum se grabó en el transcurso de dos años entre la casa de Jaar en la ciudad de Nueva York, el granero familiar de Harrington en el Upstate New  York y un espacio en París donde se quedarían entre giras. La banda anunció la finalización del álbum el 20 de agosto de 2013, con Jaar y Harrington invitando a los fanáticos a través de Facebook y Twitter a escuchar el álbum con ellos en un pequeño lugar en el Lower East Side de Nueva York. La banda tuvo que hacer dos sesiones de escucha para acomodar a todas las personas que se presentaron.
«Golden Arrow», la primera canción del álbum, se puso a disposición como descarga gratuita el 23 de agosto de 2013 a través del sitio web de la banda y el sello Other People de Jaar. La banda originalmente promocionó la canción como «los primeros 11 minutos del álbum DARKSIDE» en publicaciones, sin embargo, su título fue revelado en una revisión posterior de Pitchfork, donde la canción también fue nombrada la Mejor Pista Nueva. Spin también le dio a la pista una crítica positiva, describiendo la canción como «11 minutos de excelencia instrumental».
El álbum recibió críticas entusiastas, incluido un 9.0 de Pitchfork y fue nombrado Mejor Música Nueva.
El 17 de agosto de 2014, el grupo anunció que estaban «llegando a su fin, por ahora» antes de tocar su último show el 12 de septiembre en el Brooklyn Masonic Temple.
El 21 de diciembre de 2020, Darkside anunció un nuevo álbum llamado Spiral.

## Discografía

### Álbumes
| Título  | Detalles del álbum                                                                                             | Puesto en el ranking | Puesto en el ranking | Puesto en el ranking | Puesto en el ranking |
| Título  | Detalles del álbum                                                                                             | NOS                  | NOS Dance            | NOS HS               | UK Indie             |
| ------- | --- | -------------------- | -------------------- | -------------------- | -------------------- |
| Psychic | - Lanzamiento: 4 de octubre de 2013 - Discográfica: Other People, Matador - Formatos: CD, LP, descarga digital | #163                 | #6                   | #5                   | #21                  |
| Spiral  | - Lanzamiento: primavera de 2021 - Discográfica: Matador - Formatos: TBD                                       | TBD                  | TBD                  | TBD                  | TBD                  |

### Jugadas extendidas
| Año  | Detalles                                                                                                  |
| ---- | --- |
| 2011 | EP DARKSIDE - Lanzamiento: 17 de noviembre de 2011 - Discográfica: Clown & Sunset - Formato: Descarga, LP |

### Remixes
- Daft Punk, Random Access Memories Memories (2013) (como Daftside)
- San Vicente, Digital Witness (2014)